# 8722 Schirra
8722 Schirra è un asteroide della fascia principale. Scoperto nel 1996, presenta un'orbita caratterizzata da un semiasse maggiore pari a 2,3868194 UA e da un'eccentricità di 0,2999844, inclinata di 5,86072° rispetto all'eclittica.
L'asteroide è dedicato all'astronauta statunitense Walter Marty Schirra.